# Upor László
Upor László (Pécs, 1957. december 30. –) Jászai Mari-díjas magyar dramaturg, műfordító, szerkesztő, egyetemi tanár, rektorhelyettes.

## Életpályája
1977–1983 között a József Attila Tudományegyetem Természettudományi Karának matematika szakán tanult. 1984–1988 között a Színház- és Filmművészeti Főiskola dramaturg szakát végezte el. 1988–89-ben a Miskolci Nemzeti Színház és a Játékszín dramaturgja volt. 1989 óta a Színház- és Filmművészeti Egyetem tanára. 1989–1991 között a Pécsi Nemzeti Színház és a Madách Színház, 1991–1996 között a Vígszínház dramaturgjaként dolgozott. 1997–2002 között, valamint 2004–2007 között szabadúszó, 2002–2004 között a Nemzeti Színház dramaturgja volt. 2007-ben alma materében ledoktorált, majd 2017-ben habilitált. Azóta a színiakadémia rektorhelyettese, 2019-ben az egyetem szenátusa felterjesztette a rektori állásra, de nem került kinevezésre. 2019 és 2020 között rektori feladatokat ellátó rektorhelyettesként funkcionált. Az SZFE modellváltása után lemondott és elhagyta az egyetemet.
Több mint 30 drámát, valamint tanulmányokat, regényeket és filmszövegeket fordított. Színházi és filmtémájú esszéket, tanulmányokat ír.

## Színházi munkái
A Színházi Adattárban regisztrált bemutatóinak száma: szerzőként: 5; műfordítóként: 42.

### Szerzőként
- A fából faragott királyfi, avagy Pinokkió a porondon (2010)
- Éljen Kinoppió! (2011)
- Iciri-piciri mesék (2011)
- Lúdas Matyi (2012)
- A tettyei muzsikusok (2012)

### Műfordítóként
- Walker: A büntető kéz (1991)
- Kushner: Angyalok Amerikában (1993)
- Friel: Pogánytánc (1993, 1996, 1998, 2003, 2005-2006)
- Murphy: Ki kicsoda (1995)
- Schlesinger: Danny Winston és Rib Ann Magee csontjai (1996)
- McDonagh: Leenane szépe (1997-1998, 2010)
- Kundera: Jacques és gazdája (1998)
- Marber: Egymásban (2001)
- O'Neill: Párbajhős (2001)
- Garner: Ébredés (2003)
- Dough Wright: Toll (2003)
- Shepard: Hazug képzelet (2003)
- McPherson: A gát (2004, 2009)
- Coward: Ne nevess korán (2005)
- Carr: A macskalápon (2005)
- Lindsay-Abaire: Örbe Ügő (2005)
- Wright: Quills (De Sade pennája) (2006, 2009)
- Nordby: Jégszirom (2006)
- Churchill: Sokan (2006)
- Marber: Közelebb! (Closer) (2006, 2009, 2011)
- Johnson: Freud éjszakája, avagy Dalí a szekrényben (2006)
- Jones: Emésztő tűz (2008)
- Bond: Szék (2008)
- Bond: Ki jön a házamba? (2008)
- Bond: Emberek (2008)
- Taylor: Puha pihe (2009)
- Churchill: Hetedik mennyország (2009)
- Barker: Victory (Győzelem) (2010)
- Williams: A kétszereplős darab (2012)

## Művei
- Holdfény (szerkesztette, kortárs angol drámák, 1995)
- Hungarian Plays (szerkesztette, kortárs magyar drámák 1996)
- Világszínház az egész (2000)
- Titkosírás (szerkesztette, kortárs amerikai drámák, 2000)
- Pogánytánc (szerkesztette, kortárs ír drámák, 2003)
- Történet a hetediken (szerkesztette, kortárs kanadai drámák, 2007)
- Majdnem véletlen. Tom Stoppard fokozatos megközelítése (2009)
- Upor László: Majdnem lehetetlen. Az SZFE autonómiaharcának története. Vasutcamese; Tea, Budapest, 2024 (Magyar narancs könyvek)

## Műfordításai
- Jonathan Archer: A tékozló lány (1991)
- Marina Carr: A Macskalápon (Háy Jánossal)
- Caryl Churchill: Hetedik mennyország (2007)
- Caryl Churchill: Sokan (2007)
- Noël Coward: Ne nevess korán
- Brian Friel: Pogánytánc (2003)
- Julian Garner: Ébredés
- Terry Johnson: Freud éjszakája avagy Dalí a szekrényben
- Charlotte Jones: Emésztő tűz
- Tony Kushner: Angyalok Amerikában
- Craig Lucas: A haldokló gallus (2000)
- Patrick Marber: Közelebb! (2000)
- J. H. Marks: Összeesküvéselmélet (1997)
- Martin McDonagh: Leenane szépe
- Conor McPherson: A gát (Harangozó Eszterrel)
- Paul Mercier: És ez így megy (2003)
- Gregory Motton: A sátán förtelmes hangja (1995)
- Thomas Murphy: Ki kicsoda
- William Nicholson: Árnyország
- Terje Nordby: Jégszirom (1998)
- Eugene O’Neill: Párbajhős
- Harold Pinter: Porrá leszel (2000, 2005)
- Lisa Schlesinger: Danny Winston és Rib Ann Magee csontjai (1994)
- Sam Shepard: Hazug képzelet
- Tom Stoppard: Salto mortale (2002)
- Tennessee Williams: Aranybogár

## Díjai, elismerései
- Bálint Lajos-vándorgyűrű (1997)
- Jászai Mari-díj (2001)
- Hevesi Sándor-díj (2007)
- Radnóti Miklós antirasszista díj (2021)